# Corneille Heymans
Corneille Jean François Heymans, flamski fiziolog in farmakolog, nobelovec, * 28. marec 1892, Gent, Flandrija (danes Belgija), † 18. julij 1968, Knokke.
Rodil se je kot sin Jean-Françoisa Heymansa, profesorja farmakologije in rektorja Univerze v Gentu. Tudi sam je šel študirat medicino na Univerzo v Gentu in leta 1920 je pridobil naziv doktorja medicine. Po tistem je deloval na več zahodnoevropskih univerzah, leta 1930 pa je nasledil očeta na položaju profesorja farmakologije na Univerzi v Gentu.
Njegovo raziskovalno delo je bilo usmerjeno predvsem v fiziološke procese, udeležene pri dihanju, kroženju krvi in presnovi ter njihovo farmakologijo. Odkril je posebne kemoreceptorje v razširitvah notranje karotidne arterije in aorte, ki se odzivajo na spremembe koncentracije ogljikovega dioksida v krvi. Nadaljnje raziskave so odkrile, da ti receptorji preko refleksne povezave uravnavajo dihanje. Preučeval je tudi regulacijo krvnega pritiska s krčenjem žil in razkril vlogo receptorjev, občutljivih na pritisk, tako pri normalnem organizmu, kot tudi pri patološki hipertenziji. Bil je plodovit pisec in je za časa svojega življenja objavil preko 800 znanstvenih člankov v različnih revijah.
Po koncu druge svetovne vojne je predaval na mnogih svetovnih univerzah. Njegova matična univerza mu je leta 1963 podelila naziv častnega profesorja. Bil je tudi član ekspertne skupine za farmakologijo pri Svetovni zdravstveni organizaciji in belgijskega sveta za znanstveno politiko. Sprejet je bil za člana več akademskih inštitucij, med njimi Pontifikalne akademije znanosti in Francoske akademije znanosti. Za odkritje kemoreceptorjev v stenah žil in njihove vloge pri regulaciji dihanja je leta 1938 prejel Nobelovo nagrado za fiziologijo ali medicino.